# ポテチっとな
『ポテチっとな』は、こちうさ公式Youtubeチャンネルで放送されているインターネット番組。初回放送は2017年2月5日。

## 概要
こちらスーパーうさぎ帝国劇団員である稲葉佳那子がメインパーソナリティーを務めるラジオ番組。番組開始当初のメインパーソナリティーは「池谷ポテチ」名義。
Youtubeライブで行うかニコニコ生配信で行うか投票を行った結果、Youtubeライブへの投票が多数となりYoutubeライブでの配信が決定した。

## 放送内容
基本的には以下の流れ
- オープニングトーク（フリートーク／ゲスト紹介）
- 感謝のコーナー （156回より）
- 今日のお言葉たち (100回まではお友達紹介）
- トークテーマに沿ったトーク
- 告知

## 過去の放送内容
| 放送回  | 配信日         | 配信時間      | テーマ                                                                    | お友達                                               | ゲスト                                                                                           | 備考                                            |
| ------- | -------------- | ------------- | ------------------------------------------------------------------------- | ---------------------------------------------------- | ------------------------------------------------------------------------------------------------ | ----------------------------------------------- |
| 第1回   | 2017年2月5日   | 1時間1分51秒  | 今年やりたいこと・新作のテーマ                                            | なし                                                 | 白柳力,加藤圭貴,免出知之 西岡大輔,前田峻輔,平尾健蔵 釜野真希,カネコサチエ,柳戸瞳                 |                                                 |
| 第2回   | 2007年2月12日  | 34分26秒      | ミニチュア                                                                | コナンくん                                           | 白柳力,加藤圭貴,免出知之                                                                         |                                                 |
| 第3回   | 2017年2月18日  | 39分54秒      | ええ声で言ってほしい台詞                                                  | 野原シロ(クレヨンしんちゃん)                         | 前田峻輔,西岡大輔,平尾健蔵                                                                       |                                                 |
| 第4回   | 2017年2月27日  | 41分5秒       | こんな仕草にキュンとくる                                                  | シロクマ                                             | カネコサチエ,釜野真希,柳戸瞳                                                                     |                                                 |
| 第5回   |                |               |                                                                           |                                                      |                                                                                                  | (未確認)                                        |
| 第6回   | 2017年3月12日  | 36分11秒      | 私が一番好きなおつまみ                                                    | 鳴子くん（弱虫ペダル）                               | カネコサチエ,柳戸瞳,前田峻輔,平尾健蔵                                                            |                                                 |
| 第7回   | 2017年3月19日  | 37分45秒      | もらって嬉しいあげて喜ばれたホワイトデー                                  | ー                                                   | 加藤圭貴,免出知之,西岡大輔                                                                       | ポテチ不在                                      |
| 第8回   | 2017年3月26日  | 42分01秒      | 私は〇〇を卒業します                                                      | おそ松さん                                           | 白柳力,釜野真希                                                                                  |                                                 |
| 第9回   | 2017年4月2日   | 41分55秒      | ふつうさ（方言）                                                          | ればちゃん                                           | カネコサチエ,免出知之                                                                            |                                                 |
| 第10回  | 2017年4月9日   | 31分43秒      | 習い事エピソード                                                          | アンパンマン                                         | 柳戸瞳,西岡大輔                                                                                  | 出会いのエピソード                              |
| 第11回  | 2017年4月16日  | 41分34秒      | もしも10分間透明人間になったら                                            | ビクトルニキフォルフ                                 | 白柳力,寺山武志                                                                                  |                                                 |
| 第12回  | 2017年4月23日  | 43分25分      | 付き合いたい漫画のキャラ                                                  | 手嶋純太・青八木一                                   | 加藤圭貴,平尾健蔵                                                                                |                                                 |
| 第13回  | 2017年4月30日  | 40分46秒      | 自分にご褒美をするなら                                                    | デール（チップとデール）                             | 釜野真希,前田峻輔,小林亜実                                                                       |                                                 |
| 第14回  | 2017年5月7日   | 35分20秒      | 占い信じる信じない                                                        | おそ松さん                                           | カネコサチエ,平尾健蔵                                                                            | カネコサチエ解剖 カルフォルニア人格検査         |
| 第15回  | 2017年5月14日  | -             | うちの母はちょっと違う                                                    | ユーリ・プリセツキー                                 | 免出知之,柳戸瞳                                                                                  |                                                 |
| 第16回  | 2017年5月21日  | 36分29分      | ええ声で言ってほしい台詞                                                  | ニャンコ先生                                         | 加藤圭貴,前田峻輔                                                                                |                                                 |
| 第17回  | 2017年5月28日  | 44分10秒      | カープ回                                                                  | 鳴子章吉(弱虫ペダル)                                 | 釜野真希,西岡大輔,免出知之                                                                       |                                                 |
| 第18回  | 2017年6月4日   | 35分20秒      | マイブーム                                                                | 影山                                                 | 加藤圭貴,釜野真希                                                                                |                                                 |
| 第19回  | 2017年6月11日  | 35分04分      | タイムスリップするならいつ                                                | カービィ                                             | 平尾健蔵,免出知之                                                                                |                                                 |
| 第20回  | 2017年6月18日  | 32分49秒      | ゲームの想い出                                                            | おすし                                               | 前田峻輔,柳戸瞳                                                                                  |                                                 |
| 第21回  | 2017年6月25日  | 34分25秒      | こちうさここだけの話                                                      | ちびまる子ニャン                                     | 白柳力                                                                                           |                                                 |
| 第22回  | 2017年7月2日   | 33分15秒      | 想い出の給食                                                              | マイク・ワゾウスキ                                   | カネコサチエ,西岡大輔                                                                            |                                                 |
| 第23回  | 2017年7月9日   | 30分02秒      | 最近ツイてること                                                          | おそ松さん                                           | 加藤圭貴,カネコサチエ,釜野真希 白柳力,西岡大輔,平尾健蔵 前田峻輔,免出知之,柳戸瞳                 | 第23回公演直前SP                                |
| 第24回  | 2017年7月23日  | 19分40秒      |                                                                           | コロ助                                               | 加藤圭貴,カネコサチエ,釜野真希 白柳力,西岡大輔,平尾健蔵,前田峻輔 免出知之,柳戸瞳                 | 公開収録                                        |
| 第25回  | 2017年7月23日  | 38分45秒      | 下北沢グルメ                                                              | 燃堂力                                               | 免出知之                                                                                         | 釜野さん突撃ゲスト                              |
| 第26回  | 2017年7月30日  | 37分00秒      | 私がはまった〇〇                                                          | 困りクマ(愉快な仲間たちラインスタンプ)               | カネコサチエ                                                                                     |                                                 |
| 第27回  | 2017年8月6日   | 34分04秒      | 推してるスポーツ                                                          | ごまちゃん(アシベ君)                                 | 加藤圭貴                                                                                         |                                                 |
| 第28回  | 2017年8月13日  | 36分24秒      | 今読みたいマンガ                                                          | ティム(メアリと)                                     | 西岡大輔,わたなべありさ                                                                          |                                                 |
| 第29回  | 2017年8月20日  | 35分50秒      | 好きな辛い食べ物                                                          | ポムポムプリン                                       | 釜野真希                                                                                         |                                                 |
| 第30回  | 2017年8月27日  | 51分09秒      | 負けんな〇〇                                                              | ムーミン                                             | 加藤圭貴,白柳力,西岡大輔 村上浩平,若旦那                                                         |                                                 |
| 第31回  | 2017年9月10日  | 26分34秒      | 行きつけの飲食チェーン店                                                  | おそ松さん                                           | 平尾健蔵                                                                                         |                                                 |
| 第32回  | 2017年9月17日  | 37分59秒      | 2017の秋はどんな感じ？                                                    | 赤井秀一(名探偵コナン)                               | 免出知之                                                                                         |                                                 |
| 第33回  | 2017年9月24日  | 38分14秒      | 想い出の駄菓子                                                            | ニャンコ先生(夏目帳友人帳)                           | 前田峻輔                                                                                         |                                                 |
| 第34回  | 2017年10月1日  | 36分14秒      | 私が経験した痛い話                                                        | 御堂筋翔(弱虫ペダル)                                 | カネコサチエ                                                                                     |                                                 |
| 第35回  | 2017年10月8日  | 35分10秒      | あなたの家のルール                                                        | 肉球                                                 | 西岡大輔                                                                                         |                                                 |
| 第36回  | 2017年10月22日 | 38分10秒      | 文化祭の想い出                                                            | 青ムック                                             | 柳戸瞳                                                                                           |                                                 |
| 第37回  | 2017年10月29日 | 38分50秒      | ここが変だよハロウィン                                                    | おそ松さん                                           | 柳亭楽ちん                                                                                       |                                                 |
| 第38回  | 2017年11月5日  | 36分15秒      | ミュージカルってどうですか？                                              | なめ猫                                               | 白柳力                                                                                           |                                                 |
| 第39回  | 2017年11月12日 | 44分28秒      | 秋冬の好きな異性の服装                                                    | おそ松さん                                           | 白柳力,釜野真希,寺山武士                                                                         |                                                 |
| 第40回  | 2017年11月19日 | 26分07秒      | 最近あったアンハッピーな出来事                                            | なし                                                 | 加藤圭貴,釜野真希,免出知之,柳戸瞳                                                                | ハッピーマーケット直前SP                        |
| 第41回  | 2017年11月26日 | 4分15秒       |                                                                           | なし                                                 | 西岡大輔,前田峻輔,濱口啓介（ぐり）                                                               | ポテチ不在 ちゃんとした放送はあったのだろうか？ |
| 第42回  | 2017年12月3日  | 32分50秒      | 今年中にしておきたいこと                                                  | おそ松さん                                           | 免出知之                                                                                         |                                                 |
| 第43回  | 2017年12月10日 | 34分14秒      | 年末に楽しみにしているTV                                                  | から松さん                                           | 加藤圭貴,白柳力                                                                                  |                                                 |
| 第44回  | 2017年12月24日 | 31分19秒      | 理想的なクリスマス                                                        | ミッキーマウス                                       | 平尾健蔵 柳戸瞳                                                                                  |                                                 |
| 第45回  | 2018年1月7日   | 49分22秒      | 今年の抱負                                                                | 間桐桜(福袋)                                         | 加藤圭貴,カネコサチエ,釜野真希 白柳力,西岡大輔,平尾健蔵 前田峻輔,免出知之,柳戸瞳                 | 広島土産じゃけん                                |
| 第46回  | 2018年1月14日  | 35分54秒      | あなたの家のお正月料理                                                    | 鳴子章吉(弱虫ペダル)                                 | 加藤圭貴,釜野真希                                                                                |                                                 |
| 第47回  | 2018年1月21日  | 31分35秒      | 気になる冬のスポーツ                                                      | おそ松さん                                           | 白柳力                                                                                           |                                                 |
| 第48回  | 2018年1月28日  | 37分50秒      | 最近感じたジェネレーションギャップ                                        | うまるちゃん                                         | 金子元彦,角田岳                                                                                  |                                                 |
| 第49回  | 2018年2月4日   | 1時間00分44秒 | あなたのジンクス                                                          | チョロ松さん                                         | 岩田玲,長谷川恒希                                                                                |                                                 |
| 第50回  | 2018年2月11日  | 39分59秒      | みんなが建国するならどんな国                                              | チップ（チップとデール）                             | 釜野真希,小林亜実                                                                                | 教えて小林大先生～みんなの背中押しちゃうよ～    |
| 第51回  | 2018年2月18日  | 29分05秒      | なかなか抜け出せないもの                                                  | 初音ミク                                             | 加藤圭貴,カネコサチエ,釜野真希 白柳力,西岡大輔,前田峻輔 免出知之,ウチクリ内倉                    |                                                 |
| 第52回  |                |               |                                                                           | ベジータ、ブルマ                                     | なし                                                                                             | 僕はこたつで丸くなる配信？                      |
| 第53回  | 2018年3月4日   | 41分22秒      | 僕は〇〇で〇〇くなる                                                      | ピカチュー                                           | 加藤圭貴,釜野真希                                                                                |                                                 |
| 第54回  | 2018年3月11日  | 58分15秒      | 人生のアカデミーショー                                                    | ポプ子(ポプテピピック)                               | 西岡大輔,免出知之                                                                                |                                                 |
| 第55回  |                |               |                                                                           |                                                      |                                                                                                  | 間違って動画削除されてしまった幻の回            |
| 第56回  | 2018年3月25日  | 47分18秒      | ええ声で言ってほしい台詞                                                  | ポプ子(ポプテピピック)                               | 平尾健蔵,前田峻輔                                                                                |                                                 |
| 第57回  | 2018年4月1日   | 44分51秒      | 自分がめっちゃうまかったら歌い上げたい曲                                  | 一松さん                                             | 釜野真希,免出知之                                                                                |                                                 |
| 第58回  | 2018年4月8日   | 41分55秒      | 白柳力さんへの質問箱                                                      | 野原しんのすけ                                       | 白柳力                                                                                           |                                                 |
| 第59回  | 2018年4月15日  | 47分49秒      | 好きなテレビドラマ                                                        | ポンデライオン                                       | 白柳力,西岡大輔                                                                                  | グリーンフェスタ大賞報告                        |
| 第60回  | 2018年4月22日  | 47分07秒      | クレヨンしんちゃん                                                        | 御堂筋翔(弱虫ペダル)                                 | 前田峻輔                                                                                         |                                                 |
| 第61回  | 2018年4月29日  | 43分46秒      | あなたの健康法、美容法                                                    | 一松さん                                             | カネコサチエ                                                                                     |                                                 |
| 第62回  | 2018年5月6日   | 44分33秒      | こんな仕草にムラッとくる                                                  | 毛利小五郎(名探偵コナン)                             | 柳戸瞳                                                                                           |                                                 |
| 第63回  | 2018年5月13日  | 42分42秒      | あなたの好きな韓国〇〇                                                    | チベットスナギツネ                                   | 釜野真希                                                                                         |                                                 |
| 第64回  | 2018年5月20日  | 52分43秒      | 子供の頃の恥ずかしい思い出                                                | ピングー                                             | 加藤圭貴,長谷川恒希                                                                              |                                                 |
| 第65回  | 2018年5月27日  | 40分54秒      | 学校、職場で流行っているもの、こと                                        | 十四松さん                                           | 免出知之                                                                                         |                                                 |
| 第66回  | 2018年6月3日   | 46分07秒      | 好きな音楽                                                                | バッドばつ丸                                         | 白柳力                                                                                           |                                                 |
| 第67回  | 2018年6月10日  | 33分23秒      | 自分で思う女っぽい、男っぽいとこ                                          | 杉田智和                                             | 釜野真希                                                                                         |                                                 |
| 第68回  | 2018年6月17日  | 47分17秒      | うちの家族は〇〇家族                                                      | マフィア梶田                                         | 加藤圭貴                                                                                         | 万引き家族の感想会                              |
| 第69回  | 2018年6月24日  | 48分00秒      | あなたのディズニーランド、シーの想い出                                    | 朝倉ブルー                                           | 鉄炮塚                                                                                           |                                                 |
| 第70回  | 2018年7月8日   | 49分01秒      | 好きな海外ドラマ オススメはDr.HOUSE                                       | ミニオン                                             | カネコサチエ                                                                                     |                                                 |
| 第71回  | 2018年7月15日  | 51分30秒      | 「夏だなぁ」 夏だなぁと感じること 私だけ？の夏の風物詩 私なりのアツさ対策 | ラスカル                                             | 前田俊輔                                                                                         |                                                 |
| 第72回  | 2018年7月22日  | 44分39秒      | 実は私強がってます                                                        | ミス・バニー                                         | 白柳力,西岡大輔,免出知之                                                                         |                                                 |
| 第73回  | 2018年7月29日  | 50分25秒      | ダイエット小話                                                            | スティッチ                                           | 柳戸瞳（浴衣姿）                                                                                 |                                                 |
| 第74回  | 2018年8月5日   | 48分37秒      | 麻雀の話がしたい！                                                        | ケロちゃん(カードキャプターさくら)                   | 白柳力,金子元彦                                                                                  |                                                 |
| 第75回  | 2018年8月12日  | 44分36秒      | 吹奏楽トーク                                                              | ぷちまる どすこい大相撲                              | 免出知之                                                                                         |                                                 |
| 第76回  | 2018年8月19日  | 50分00秒      | 作家だけど何か質問あります？                                              | １upキノコ(スーパーマリオブラザーズ)                 |                                                                                                  | 白柳力特別単独放送                              |
| 第77回  | 2018年8月26日  | 1時間00分53秒 | メインテーマ無し アートについて                                           | イカ（ぷちまるウキウキ水族館） やさしいペンギン      | テングアート,山岸和人,チャウテセイ                                                               |                                                 |
| 第78回  | 2018年9月2日   | 1時間04分46秒 | 世にも奇妙な本当にあった怖い話                                            | 宇佐美秋彦・高橋美咲(純情純情ロマンチカ)             | 釜野真希                                                                                         |                                                 |
| 第79回  | 2018年9月9日   | 54分22秒      | こちうさグリーンフェンスタ賞受賞記念 前日スペシャル「一世一代の大勝負」   | メンヘラちゃん                                       | 西岡大輔                                                                                         |                                                 |
| 第80回  | 2018年9月16日  | 46分01秒      | こちうさ宣伝会議                                                          | キズナアイ                                           | 免出知之                                                                                         |                                                 |
| 第81回  | 2018年9月23日  | 50分05秒      | 国内旅行オススメスポット＆エピソード                                      | オニちゃん(au三太郎)                                 | 飯野愛希子                                                                                       |                                                 |
| 第82回  | 2018年9月30日  | 41分55秒      | 聞いてよ！ポテチさん                                                      | あくびちゃんに扮したえいたそ(でんぱ組)               | ゲストなし（名倉周予定だったが台風で山手線が止まる為不参加）                                     |                                                 |
| 第83回  | 2018年10月8日  | 34分25秒      | あなたの究極の選択は？                                                    | ハンジ(進撃の巨人)                                   | 関洋甫・長谷川恒希・金子元彦・飯野愛希子with白柳・加藤・西岡・前田・免出・カネコ・柳戸・釜野     |                                                 |
| 第84回  | 2018年10月14日 | 19分55秒      | 「ビーフ・オア・チキン？」公開録音その１                                  | ソメイティ（２０２０パラリンピックマスコット）       | 劇団員                                                                                           |                                                 |
| 第85回  | 2018年10月21日 | 20分41秒      | ビフチキ公開録音その２                                                    | ミライトワ（２０２０オリンピックマスコット）         | ビフチキキャスト全員集合                                                                         |                                                 |
| 第86回  | 2018年10月28日 | 56分10秒      | 「ビーフ・オア・チキン？」の感想 語らんべ                                 | リヴァイ(進撃の巨人)                                 | 白柳力                                                                                           |                                                 |
| 第87回  | 2018年11月4日  | 1時間19分55秒 | アラサー恋愛相談室 ～我々がモテる為にはどうしたらいいのか～               | うさぎのコスプレをしたリラックマ                     | 釜野真希                                                                                         |                                                 |
| 第88回  | 2018年11月11日 | 55分40秒      | 子どもの時にやってたTVゲーム                                              | エルヴィン(進撃の巨人)                               | 加藤圭貴,免出知之                                                                                |                                                 |
| 第89回  | 2018年11月18日 | 55分00秒      | 好きな日本の男性俳優さん                                                  | 松茸                                                 | 柳戸瞳                                                                                           |                                                 |
| 第90回  | 2018年11月25日 | 55分45秒      | Queen                                                                     | ピグレット（くまのプーさん）一番くじ                 | フレディコス西岡大輔                                                                             |                                                 |
| 第91回  | 2018年12月2日  | 55分20秒      | ２０１８年のワイドショー的出来事                                          | バイキンマン                                         | 西岡大輔,免出智之                                                                                |                                                 |
| 第92回  | 2018年12月9日  | 48分10秒      | 今年の自分がんばった大賞                                                  | Qposket ハリーポッター                               | 飯野愛希子                                                                                       |                                                 |
| 第93回  | 2018年12月16日 | 1時間04分55秒 | アラサー相談室２ ～この際なんでも相談室厄年の我々に愛の手を～             | ホラグチカヨデザインカピバラさん                     | 釜野真希                                                                                         |                                                 |
| 第94回  | 2019年1月13日  | 1時間06分35秒 | 今年の抱負                                                                | Qposket エルサ(アナと雪の女王）                      | 堀田尋史（とくお組）・篠崎友                                                                     |                                                 |
| 第95回  | 2019年1月21日  | 27分24秒      | テーマ無し                                                                | 無し                                                 | 釜野真希,カネコサチエ 白柳力,前田,加藤圭貴                                                       |                                                 |
| 第96回  | 2019年1月27日  | 44分20秒      | 喫茶店エピソード                                                          | けろけろけろっぴ                                     | 免出知之                                                                                         |                                                 |
| 第97回  | 2019年2月3日   | 39分05秒      | 私の青春                                                                  | 工藤新一（名探偵コナン）                             | 板倉武志,船越真美子,長谷川恒希 正木航平,名倉周,上野健 板橋廉平,釜野真希,白柳力 前田,カネコサチエ |                                                 |
| 第98回  | 2019年2月17日  | 1時間03分20秒 | クリームソーダの感想                                                      | チップ、デール、クラリス（チップとデール）           | 白柳力                                                                                           |                                                 |
| 第99回  | 2019年2月24日  | 1時間07分45秒 | 私やあの人のもう一歩！と思うこと                                          | ニャッホ（猫のニャッホ）                             | 荒木ロンペー                                                                                     |                                                 |
| 第100回 | 2019年3月3日   | 2時間19分35秒 | 思い出のポテチっとな                                                      | モコナ（レイアース）チェシャ猫（不思議の国のアリス） | 劇団員全員集合 板倉武志,長谷川恒希,吉田拓郎                                                      |                                                 |

| 放送回  | 配信日         | 配信時間                 | テーマ                                                                      | お言葉たち | ゲスト                                                                           | 備考                                                                                          |
| ------- | -------------- | ------------------------ | --------------------------------------------------------------------------- | --- | -------------------------------------------------------------------------------- | --------------------------------------------------------------------------------------------- |
| 第101回 | 2019年3月10日  | 1時間24分10秒            | あなたのペット事情                                                          | 「レディエックス/ピンク・レディー」より(作詞/阿久悠) | 船越真美子                                                                       | 「今日のお言葉たちのコーナー」スタート                                                        |
| 第102回 | 2019年3月17日  | 1時間26分20秒            | イメチェン成功・失敗談                                                      | 「DESTINY」より (作詞/松任谷由実) | 釜野真希                                                                         |                                                                                               |
| 第103回 | 2019/0324      | 1時間00分50秒            | 兄弟姉妹トーク                                                              | 「ジェットコースター・ロマンス/KinKi Kids」より(作詞/松本隆) | 関洋甫                                                                           |                                                                                               |
| 第104回 | 2019年3月31日  | 1時間16分00秒            | 私のヒーロー                                                                | 「カタハマリズム/SAKANAMON」より(作詞/藤森元生) | 平尾健蔵                                                                         | 健蔵さん劇団員として最後の出演                                                                |
| 第105回 | 2019年4月7日   | 1時間14分07秒            | 10連休何する？                                                              | 「ボクはこのレースそんな覚悟では走ってないよ」杉元照文 (作者/渡辺航/弱虫ペダル32巻) | 加藤圭貴                                                                         |                                                                                               |
| 第106回 | 2019年4月14日  | 1時間03分42秒            |                                                                             | なし | カネコサチエ,前田峻輔                                                            | 初のゲーム実況 「Resident Evil2」                                                             |
| 第107回 | 2019年4月21日  | 1時間21分31秒            | 平成の思い出                                                                | 「長生きしないよカッチャン…」朝倉南(作者/あだち充 /タッチ) | カネコサチエ                                                                     |                                                                                               |
| 第108回 | 2019年4月28日  | 1時間26分27秒            | 平成ベスト1                                                                 | 「オスカル様、なぜ女なんかにお生まれになったの」ロザリー (作者/池田理代子/ベルサイユのばら) | 西岡大輔                                                                         |                                                                                               |
| 第109回 | 2019年5月5日   | 1時間11分56秒            | 令和にかける夢                                                              | 「この胸のうちにしっかり錠を下ろして、 鍵はそちらにお預けしておきます。」オフィーリア (作者/ウィリアム・シェイクスピア/ハムレット) | 免出知之                                                                         |                                                                                               |
| 第110回 | 2019年5月12日  | 30分28秒                 |                                                                             | 「人間の中で生きてるうちに、 人生を理解できる人はいるんでしょうか。 ほんの一瞬だけでも。」エミリー (作者/ソーントン・ワイルダー /わが町) | なし                                                                             | 池谷ポテチ一人語り回                                                                          |
| 第111回 | 2019年5月19日  | 1時間32分24秒            |                                                                             | 「何かしそうだから思想犯」 (作者/野田秀樹/20世紀最後の戯曲集 ) | 板倉武志                                                                         | ただ喋りたいだけフリートークの回                                                              |
| 第112回 | 2019年5月26日  | 1時間28分57秒            |                                                                             | なし | カネコサチエ,釜野真希,前田峻輔                                                   | 第2回ゲーム実況 「Resident Evil2」                                                            |
| 第113回 | 2019年6月2日   | 53分47秒                 | ハッピー○○(場所)                                                            | なし | 加藤圭貴,釜野真希,白柳力 免出知之,板倉武志                                       | ハッピーマーケット！！稽古場配信                                                              |
| 第114回 | 2019年6月9日   | 59分04秒                 | 梅雨に家でダラダラしたい事                                                  | なし | カネコサチエ,前田峻輔                                                            | 第3回ゲーム実況「Goat Simulater」                                                             |
| 第115回 | 2019年6月16日  | 1時間00分10秒            | あなたのストレス発散方法！                                                  | 「死のうと思っていた。ことしの正月、 よそから着物を一反もらった。 お年玉としてである。着物の布地は麻であった。 鼠色のこまかい縞目しまめが織りこめられていた。 これは夏に着る着物であろう。 夏まで生きていようと思った。」 (作者/太宰治/晩年) | なし                                                                             |                                                                                               |
| 第116回 | 2019年6月23日  | 1時間14分07秒            | 私だけ？の偏見、レッテル                                                    | 「40歳までダラダラ過ごして心から後悔していた時、 神様にお願いして20歳に戻してもらった。 と思って生活している。 そのおかげで日々野球ができることに感謝することができる。」 (ダルビッシュ有) | 金子元彦                                                                         |                                                                                               |
| 第117回 | 2019年6月30日  | 1時間23分16秒            | 好きなポテトチップス                                                        | 「人が見てないところで格好つけられない奴が、 人が見ている時に格好つけられるわけないじゃん」 (ROLAND) | 長谷川恒希                                                                       | サヨナラ…池谷ポテチ…                                                                          |
| 第118回 | 2019年7月10日  | 36分05秒                 | 短冊に書くほどでもない願い事                                                | なし | 釜野真希                                                                         |                                                                                               |
| 第119回 | 2019年7月14日  | 1時間07分12秒            | 好きな革命、起こしたい革命                                                  | 「政府が国民の権利を侵害するとき、 蜂起することは国民にとって、 もっとも神聖で免れることのない義務だ」 (マクシミリアン・ロベスピエール) | 免出知之                                                                         |                                                                                               |
| 第120回 | 2019年7月21日  | 1時間02分33秒            | 最近どう？                                                                  | 悲しい事件 近くの人に優しくしようと思う きっとそれが巡り巡って何かの事件の抑止になると思う (かもめんたる 右大) | 白柳力                                                                           |                                                                                               |
| 第121回 | 2019年7月28日  | 1時間00分42秒            | こんな花火大会に行きたい人生った                                            | お休み（考えてなかった） | 釜野真希                                                                         |                                                                                               |
| 第122回 | 2019年8月4日   | 1時間11分06秒            | 男子あるある 女子あるある                                                   | 今日集まってる子供たち野球はいいもんだぞ野球は楽しいぞ (広島カープ野村選手引退の時の言葉（一部）) | 白柳力,西岡大輔,免出知之 板倉武志                                                | 稲葉さん不在                                                                                  |
| 第123回 | 2019年8月18日  | 1時間23分39分            | 男子はつらくないよ？？語らんべ                                              | なし | 白柳力,西岡大輔 免出知之,板倉武志 長谷川恒希                                     | 稲葉さん不在                                                                                  |
| 第124回 | 2019年8月25日  | 59分13秒                 | フォロワー1000人超え記念 お酒を飲ん乍チャットでワイワイ                     | 菊の季節に桜が満開・ベガはベガでもホクトベガ(競馬実況) | 加藤圭貴,釜野真希,白柳力 前田俊輔,免出知之                                       | 稲葉さん不在                                                                                  |
| 第125回 | 2019年9月1日   | 1時間20分18秒            | ALIEN ISOLATION生配信                                                       | なし | カネコサチエ,釜野真希,前田俊輔 免出知之                                          | 稲葉さん不在                                                                                  |
| 第126回 | 2019年9月8日   | 1時間04分09分            | 8月の3大トピック                                                            | くだらなさの中に事の本質がわりある(松尾スズキ) | なし 加藤圭貴の予定だったが台風でなし                                            |                                                                                               |
| 第127回 | 2019年9月15日  | 1時間04分32秒            | 私のジジババ エピソード                                                     | 君がくれた勇気だから君のために使いたいんだ(RADWIMPS) | 免出知之                                                                         |                                                                                               |
| 第128回 | 2019年9月22日  | 1時間18分11秒            | 今年あと100日でやる事やりたい事                                             | 前髪の話(美輪明宏) | 船越真美子                                                                       |                                                                                               |
| 第129回 | 2019年9月29日  | 1時間03分36秒            | 好きなコント                                                                | 君とのロマンスは人生柄 続きはしないことを知った (official髭男dism) | 白柳力                                                                           | youtubeの最初の画面が2019/10/22というミス                                                     |
| 第130回 | 2019年10月6日  | 1時間10分24秒            | 秋の楽しみ方                                                                | お腹のたしにならんものなんていらん （大人になって陶芸家になる） (スカーレット（朝ドラ）) | 前田俊輔                                                                         | NGワードゲームやってみた                                                                      |
| 第131回 | 2019年10月20日 | 1時間04分41秒            | 白飯のおとも                                                                | あなたの涙が渇くころあの子が泣いているよ このまま僕らの地面は乾かない (宇多田ヒカル 誰かの願いが叶うころ) | 釜野真希,白柳力                                                                  |                                                                                               |
| 第132回 | 2019年10月27日 | 59分39秒                 | いたずらの想い出 こんないたずらしてみたい                                   | かぼちゃのエピソード誠意って何かね (北の国から) | 藤峰みずき                                                                       |                                                                                               |
| 第133回 | 2019年11月3日  | 48分56秒                 | 今おススメの文化                                                            | キスくらい誰とでもしますから (おっさんずラブ) | 南雲桐,湯川健介                                                                  |                                                                                               |
| 第134回 | 2019年11月10日 | 1時間04分46秒            | オノマトペ                                                                  | じぇじぇじぇ (2013年 流行語) | 釜野真希,小林亜実                                                                |                                                                                               |
| 第135回 | 2019年11月17日 | 14分12秒                 |                                                                             | なし | 加藤圭貴,釜野真希,白柳力 免出知之                                                | ぐちゃぐちゃ本番前SP（録画）                                                                  |
| 第136回 | 2019年11月24日 | 18分05秒                 | 自分に起きて欲しいファンタジー                                              | 世の中には● 行動だけ達者で中身がない人はそうはいない (ぐちゃぐちゃ) | 小林亜実,長谷川恒希,藤峰みずき 南雲桐,湯川健介                                   | 公開収録                                                                                      |
| 第137回 | 2019年12月8日  | 1時間14分00秒            | ぐちゃぐちゃ感想会 語らんべ                                                 | どう思うかどう思われているかを考えていない時間に 良いものが生まれる (スイッチ) | 白柳力                                                                           |                                                                                               |
| 第138回 | 2019年12月15日 | 1時間05分53秒            | 2019年の出会い                                                              | ここで読まれたことで呪いは解けたということで いいんじゃないですか(博多大吉) | 稲葉賀恵                                                                         |                                                                                               |
| 第139回 | 2019年12月22日 | 2時間03分02秒            | フリートーク                                                                | ここまで２歩 美保純(オジンオズボーン) | 板倉武志                                                                         |                                                                                               |
| 第140回 | 2020年1月5日   | １時間16分32秒           | 今年の抱負                                                                  | おもふこと つらぬかずして やまぬこと やまとおのこのこころなりけり (おみくじ 天の御声) | 白柳力                                                                           |                                                                                               |
| 第141回 | 2020年1月12日  | 1時間17分12秒            | 20歳の時なにしてた？                                                        | 二十歳の顔は自然の贈り物 50歳の顔はあなたの功績 (ココシャネル) | 免出知之                                                                         |                                                                                               |
| 第142回 | 2020年1月19日  | 1時間08分57秒            | あなたに響いた恋愛名言                                                      | ご飯に誘うな デートに誘え (アメトーク さや香) | 釜野真希                                                                         |                                                                                               |
| 第143回 | 2020年1月26日  | 1時間10分25秒            | 電話の想い出                                                                | 長いのでどうしよう(グラハム ベル) | 長谷川恒希                                                                       |                                                                                               |
| 第144回 | 2020年2月2日   | 1時間13分01秒            | 新婚さん いらっしゃい                                                       | まだそんなんやないなら そんなんなるまで気張んなはれ うちの中の仕事が出来る女は何でもできる 生きるための基本やからな (スカーレット（朝ドラ）) | 加藤圭貴                                                                         |                                                                                               |
| 第145回 | 2020年2月9日   | 1時間39分12秒            | 2020年アカデミー賞について語る                                              | 長いのでどうしよう(パラサイト出演者対談) | 釜野真希,西岡大輔                                                                | パラサイト                                                                                    |
| 第146回 | 2020年2月16日  | 1時間06分42秒            | フリートーク                                                                | 特に感謝したいのは・・ 長い(ミキ リー) | なし                                                                             |                                                                                               |
| 第147回 | 2020年2月23日  | 1時間13分00秒            | お母さんと一緒                                                              | 命をあげようの歌詞(ミスサイゴン キム) | 柳戸瞳                                                                           |                                                                                               |
| 第148回 | 2020年3月1日   | 1時間10分22秒            | どうでもいい報告                                                            | 意見書(リンク貼る）(野田秀樹) | 釜野真希                                                                         |                                                                                               |
| 第149回 | 2020年3月8日   | 1時間26分11秒            | 印象に残る接客                                                              | 質問箱をやっているやつはバカ (Ｒ－１グランプリ メルヘン須長) | 長谷川恒希                                                                       |                                                                                               |
| 第150回 | 2020年3月15日  | 2時間6分28秒             | 卒業                                                                        | (BiSH「Story Brighter」の歌詞) | 西岡大輔,釜野真希,白柳力,免出知之 ウチクリ内倉(ツラヌキ怪賊団)                   | 西岡さん劇団員として最後の出演                                                                |
| 第151回 | 2020年3月22日  | 1時間15分12秒            | 「がんばれアーティスト」「今聴きたい曲」                                    | (BIS「Stupid」の歌詞) | 白柳力                                                                           |                                                                                               |
| 第152回 | 2020年3月29日  | 1時間34分0秒             | 俺の話を聞け！                                                              | 何かをはき違えてるのかなって。 恋愛に例えるとめっちゃ必死に好きってアプローチされる人からは逃げたくなるじゃん。 むしろ、そっけないやつの方が惹かれる。そういう押し引きがすごく大事。 必死さは大事だけど、そこに重きを置きすぎた結果、 ぶっちゃけて言えば「イタい」状態になっている。 もちろん悪いことではないんだけど、そこだけになってないか？は考えてもらいたいな。 (WACK合同オーディションでの渡辺淳之介Pのコメント)               | 釜野真希 免出知之 柳戸瞳 板倉武志 佐藤蕗子(mizhen)                               | ゲストはすべて電話出演                                                                        |
| 第153回 | 2020年4月5日   | 1時間33分59秒            | おすすめYouTube                                                             | いちばん欲しい言葉は、 いつもいちばん素敵な言葉で届くものだね、 ありがとう (声優 杉田智和さんのツイートに対する中村悠一さんのリプライへの杉田さんの返信) | 加藤圭貴(電話出演) 板倉武志(最後数秒のみ電話出演)                                | アーカイブでは都合により後半部分及びチャットはカット                                          |
| 第154回 | 2020年4月12日  | 1時間24分30秒            | 自己肯定感高め隊                                                            | 大事なのは、何を言うかじゃなくて誰が言うかなんですよ (マンガ「私の少年」より) | 船越真美子(電話出演)                                                             |                                                                                               |
| 第155回 | 2020年4月19日  | 1時間2分0秒              | 最近どう                                                                    | 稲葉賀恵さん(文学座演出家)の『熱海殺人事件』公演中止発表時のメッセージ (全文:https://ameblo.jp/bungakuza-atelier/entry-12590050717.html)より) | 免出知之(テレビ電話出演)                                                         |                                                                                               |
| 第156回 | 2020年4月26日  | 1時間29分52秒            | 髭男大好き素人                                                              | 「遅く起きた朝は」にて磯野貴理子さんが石倉三郎さんの著書より引用 | 髭男大好き素人プリテンダー夕子(電話出演)                                         | 生活を支えてくださる方々へ感謝するコーナースタート                                            |
| 第157回 | 2020年5月3日   | 2時間58分9秒             | また雑談                                                                    | 私はワクワクしたいだけだよ。 退屈するくらいなら死んだほうがまし (「東京ラブストーリー」赤名リカのセリフ) | 板倉武志(電話出演)                                                               | YouTubeアーカイブではチャットリプレイなし                                                     |
| 第158回 | 2020年5月10日  | 1時間7分45秒             | オンラインあるある                                                          | 5月好き 人生いつも半ばなの (稲葉さんのおばあさんに届いた妹さんの絵葉書より) | 白柳力(電話出演)                                                                 |                                                                                               |
| 第159回 | 2020年5月17日  | 1時間17分30秒            | 自粛が終わったら                                                            | この自粛生活、やばたにえんの無理茶漬じゃね？ (EXIT兼近「ネタパレ」出演時のネタ中のセリフ) | 池谷ポテオ(稲葉さんの実弟:電話出演)                                              | ポテオさんはアメリカより出演                                                                  |
| 第160回 | 2020年5月24日  | 1時間46分48秒            | これイラッとするの私だけ？                                                  | シャボン玉を3歳の娘とやってて、 自分が吹いたシャボン玉が空中で2つが1つになったのよ。 それでオレ、笑うてもうて。 ド素人。絶対今、アメトーーク！なんか無理だから。 入れないから。 (麒麟 川島明さん(「テレビ千鳥」出演時)) | 長谷川恒希(電話出演)                                                             | FMくしろ「長谷川恒希のともだち図鑑」とのコラボ配信                                            |
| 第161回 | 2020年5月31日  | 0時間39分35秒            | 明日から6月ですね                                                           | 心配なくはないけどさ (非同期テック部YouTubeライブより) | なし                                                                             | 顔出しなし 代役子豚ちゃん人形                                                                 |
| 第162回 | 2020年6月7日   | 1時間32分34秒            | あなたの記念日（特別版 こちうさ誕生日SP※2004年6月5日が旗揚げ公演初日)       | なし | なし                                                                             | 白柳さんMC                                                                                    |
| 第163回 | 2020年6月14日  | 1時間25分10秒            | 最近笑ったこと                                                              | 笑顔は誰も不幸にしないからね (アニメ「スティーブンユニバース」のセリフ) | なし                                                                             |                                                                                               |
| 第164回 | 2020年6月21日  | ー                       | ー                                                                          | ー | ー                                                                               | ー                                                                                            |
| 第165回 | 2020年6月28日  | 1時間10分45秒            | 雨の思い出                                                                  | ASKA「はじまりはいつも雨」の歌詞 1番の歌詞すべて | 白柳力                                                                           |                                                                                               |
| 第166回 | 2020年7月5日   | 1時間30分10秒            | 自粛期間でハマった、ハマり直したもの(主にMリーグ)                           | (アニメ「アイドルタイムプリパラ」のOP、 わーすた「Just be yourself」の歌詞) | Mリーグ友達のTさん(鉄炮塚さん)                                                   |                                                                                               |
| 第167回 | 2020年7月12日  | 1時間14分50秒            | 新提案！この夏の過ごし方                                                    | 不便か、運か (「あなたのこと占っていいですか？」の風水師) | 日高ボブ美                                                                       | 日高さんのインスタライブと同時配信                                                            |
| 第168回 | 2020年7月19日  | ー                       | ー                                                                          | ー | ー                                                                               | ー                                                                                            |
| 第169回 | 2020年7月26日  | 1時間12分0秒             | こんなテーマどうですか？のフリートーク                                      | （免出さんの琴線に触れた言葉） 古文や漢文を音読しなさい (免出さんのおばあちゃんの暑中見舞い) | 稲葉佳那子,釜野真希,免出知之 板倉武志,関洋甫,長谷川恒希 (Zoom出演)               | 特別版 白柳さんMC                                                                             |
| 第170回 | 2020年8月9日   | 1時間41分40秒            | これからの演劇について一緒にちょっと考えてみる？ 『アトーにエールを！』感想 | 技術なんてものは身に付けたければ身に付ければいい 俺以外の弱者がやればいい (アニメ「バキ」範馬勇次郎のセリフ) | 板倉武志 (Zoom出演)                                                              | 白柳さん代打MC                                                                                |
| 第171回 | 2020年8月16日  | 1時間5分22秒             | 近況報告会                                                                  | 人の言葉が刺さんないゾーンに入ったためお休み | 長谷川恒希 (Zoom出演)                                                            |                                                                                               |
| 第172回 | 2020年8月30日  | 1時間19分31秒            | ひと夏の経験                                                                | 2番のサビの歌詞 (Official髭男dism「Laughter」の歌詞) | 船越真美子                                                                       | 夏の浴衣回                                                                                    |
| 第173回 | 2020年9月6日   | 1時間15分25秒            | 今聞きたい女性アーティストの曲                                              | なし | 白柳力                                                                           | 第27.5回公演情報初出し                                                                        |
| 第174回 | 2020年9月13日  | 0時間19分8秒             | 脱マンネリ！音声のみで放送                                                  | なし | なし                                                                             | 録音のため顔出しなし(何気に画像のサイズがじんわり変わっていきます) こちうさLINEスタンプ発売！ |
| 第175回 | 2020年9月20日  | 1時間34分1秒             | 最近始めました                                                              | (CARRY LOOSE「にんげん」の歌詞) | 板倉武志                                                                         |                                                                                               |
| 第176回 | 2020年9月27日  | 1時間29分10秒            | 好きな声優さん                                                              | 自分とだいたい同じくらいの上手さだなと感じたら、 その人は自分よりも数段上手い人。 この人下手だなと感じたらその人は自分と同じレベル。 (声優 山寺宏一さんの言葉(稲葉さんの記憶より)) | 加藤圭貴                                                                         | 加藤さんご結婚1周年                                                                           |
| 第177回 | 2020年10月4日  | 1時間11分26秒            | 好きなパンBEST3                                                             | キララ姫「ふしぎ！あなたの顔ってとても温かい」 アンパンマン「焼きたてだからね」 (映画「それいけ！アンパンマン 勇気の花がひらくとき」より) | 免出知之 (Zoom出演)                                                              | 感謝するコーナーはパン職人さんにも                                                            |
| 第178回 | 2020年10月11日 | 1時間57分35秒            | 178（イ・ナ・バ）回スペシャル！                                             | がんばれ (NHK「愛のモヤモヤ相談室」美輪明宏さんから ラビットさん(稲葉さん)に向けられた言葉) | 稲葉佳那子 釜野真希                                                              | 特別MC：板倉 武志                                                                             |
| 第179回 | 2020年10月25日 | 0時間30分58秒            | 板橋さんを囲む会                                                            | 無し | 加藤圭貴,釜野真希,白柳力 柳戸瞳,板橋廉平                                         | レモンかけていい？？直前SP                                                                    |
| 第180回 | 2020年11月8日  | 1時間28分0秒             | レモンかけていい?α 語らんべの会                                             | 僕たちは言われれば何でもやる、そんな感じなんで (「レモンかけていい？？α」内のセリフ) | 白柳力                                                                           |                                                                                               |
| 第181回 | 2020年11月22日 | 1時間4分15秒             | 今期のドラマ何見てますか 10:30～ドラマをみようSP                            | 人は元々心の中にぽっかり穴が空いているの。 ぽっかり空いた穴が、空いたままでも平気って人もいれば、 何かで埋めないといられないって人もいる。 例えば恋人だったり、友達だったり、家族とか。 人じゃなくて物でも。好きな何かでね。 そう、そこにあるのが好きなもの、 好きってこと。ぽっかり空いた穴にいつまでも残って、 ずっと残って出て行ってくれない。それが本当に好きってこと。 (ドラマ「＃リモラブ」第4話中のセリフ (演:江口のりこさん)) | なし                                                                             |                                                                                               |
| 第182回 | 2020年11月29日 | 1時間7分46秒             | 演劇・芝居の好きな所                                                        | 誰が選んでくれたのでもない。 自分で選んで歩きだした道ですもの。 間違いと知ったら自分で間違いでないようにしなくちゃ。 (舞台「女の一生」の主人公 布引けいのセリフ) | 関根大 (長谷川恒希のひとり芝居演出)                                              |                                                                                               |
| 第183回 | 2020年12月13日 | 1時間29分15秒            | 第４次韓流ブーム                                                            | これまで、約100作を超えてやってきましたが、 ある作品では成功することもあり、 ある作品では失敗することもあり、 またある作品ではこうしていい賞まで貰うこともできました。 ~中略~ 必ず、自分だけの椿に出会えると。 皆さんの椿が必ず咲くことを俳優オ・ジョンセも応援します。 (韓国の俳優オ・ジョンセさんの受賞スピーチ (参考動画:https://www.youtube.com/watch?v=1AU5se9A5Fk (字幕あり)))                                                  | 釜野真希 (Zoom出演)                                                              |                                                                                               |
| 第184回 | 2020年12月20日 | 1時間22分1秒             | 2020大総括                                                                  | 笑いなんてなんぼあってもいいですからね (M-1グランプリ2020の広告) | なし                                                                             | 稲葉さん髪をバッサリ！                                                                        |
| 第185回 | 2021年1月3日   | 1時間21分35秒            | アイネクライネノスタルジック直前SP                                          | ― | 釜野真希,白柳力,免出知之 岩田玲,小林亜実,須賀谷光槻 関洋甫,田久保柚香 (Zoom出演) |                                                                                               |
| 第186回 | 2021年1月10日  | 1時間42分10秒            | アイネクライネノスタルジック ミニ打ち上げ                                   | なし | 加藤圭貴,釜野真希,白柳力 免出知之,関洋甫 (Zoom出演)                              |                                                                                               |
| 第187回 | 2021年1月17日  | 1時間9分25秒             | 【金輪際】アイネクライネノスタルジック【語らんべ】                          | ― | 白柳力 (Zoom出演)                                                                |                                                                                               |
| 第188回 | 2021年1月24日  | 1時間59分55秒            | こちうさファミリーでAMONG US                                                | ― | 釜野真希,関洋甫,DOさん 西岡大輔,Yashioさん,yanさん                               | 顔出しなし                                                                                    |
| 第189回 | 2021年1月31日  | 1時間0分25秒             | フリートーク 22：30～は日テレを見よう                                       | ― | 板倉武志                                                                         | 板倉さん出演のドラマと時間が重複するため、開始時間をずらして放送                              |
| 第190回 | 2021年2月7日   | 1時間16分20秒            | 今年中にチャンネル登録者数1000人行くために何をすべきか真剣に考えるSP        | ― | 白柳力,免出知之,柳戸瞳 (Zoom出演)                                                |                                                                                               |
| 第191回 | 2021年2月14日  | 1時間8分10秒             | バレンタインなのでチョコを固めて食べる生配信                                | ― | 船越真美子                                                                       |                                                                                               |
| 第192回 | 2021年2月21日  | 0時間33分20秒            | ひっそりしっぽり稲葉1人回                                                   | ― | なし                                                                             |                                                                                               |
| 第193回 | 2021年2月28日  | 1時間1分45秒             | 加藤ケーキバイキング！                                                      | ― | 加藤圭貴                                                                         | 加藤さんからの大事なお知らせあり                                                              |
| 第194回 | 2021年3月7日   | 1時間11分50秒            | コーヒーの思い出                                                            | コーヒーは温かさと不思議な力と心地よき苦痛を与えてくれる。 余は無感よりも苦痛を好みたい。 (ナポレオンの言葉) | 飯野愛希子                                                                       |                                                                                               |
| 第195回 | 2021年3月14日  | 0時間58分35秒            | 卒業式の思い出 zoomにまつわる話                                             | ― | 夕子(聞き手として電話出演 第156回のプリテンダー夕子さんと同一)                   |                                                                                               |
| 第196回 | 2021年3月21日  | 1時間2分10秒             | 白柳さんに聞きたい話                                                        | ― | 白柳力                                                                           | 白柳スタジオより放送 特製マスクで出演                                                         |
| 第197回 | 2021年3月28日  | 1時間3分5秒              | 最近、怒った話                                                              | みんなお金をもらってライブをしてて、 今もお金をもらってニコ生をやっているのに、 候補者の子たちは「楽しもう」って言っている。 あと数日で人生が決まるのに、 楽しんで後悔していいのかって。 ほんと、楽しむのはステージの上だけで いいんじゃないかって思っちゃう。 (WACK合同オーディションでのアイナ・ジ・エンド(BiSH)のコメント) | 釜野真希 (Zoom出演)                                                              |                                                                                               |
| 第198回 | 2021年4月4日   | 1時間9分39秒             | 釧路から長谷川恒希がぶっちゃける                                            | つまんないと思ったとき、 そのつまんないの一部に自分がいる。 （ピースの又吉のYoutubeチャンネルより 「新社会人に伝えたいこと」） | 長谷川恒希 (Zoom出演)                                                            |                                                                                               |
| 第199回 | 2021年4月11日  | 1時間11分50秒            | 麺の日！ナンバーワン麺を決める                                              | 人類は麺類 (安藤百福さんのお言葉より） | 麺(免)出知之                                                                     |                                                                                               |
| 第200回 | 2021年4月18日  | 2時間24分47秒 (配信時間) | 大感謝生配信                                                                | Funny Bunny の歌詞 （the pillows ） | 板倉武志                                                                         |                                                                                               |

## 企画動画
ポテチっとなのナンバリング回ではないが、「企画動画」としてチャンネルにアップされている動画。
当初は「ポテチっとな番外編」として放送。
| 配信日         | 配信時間      | テーマ                                                       | 出演者                                                       | 備考         |
| -------------- | ------------- | ------------------------------------------------------------ | ------------------------------------------------------------ | ------------ |
| 2017年5月27日  | 49分01秒      | こちうさ競馬部 日本ダービー                                  | 池谷ポテチ,加藤圭貴,白柳力                                   |              |
| 2018年1月11日  | 17分24秒      | こちらスーパーセンター試験                                   | 劇団員全員                                                   |              |
| 2018年5月26日  | 56分24秒      | こちうさ競馬部 日本ダービー予想SP 昨年のダービー/有馬記念    | 池谷ポテチ,加藤圭貴,白柳力 西岡大輔,吉田拓郎                 |              |
| 2018年8月10日  | 15分07秒      | こちうさ夏の体育大会                                         |                                                              |              |
| 2018年8月15日  | 35分51秒      | こちうさ夏の体育大会vol.2                                    |                                                              |              |
| 2018年8月20日  | 58分29秒      | こちうさ夏の体育大会vol.3                                    |                                                              |              |
| 2018年10月9日  | 12分24秒      | 「こちうさグリーンフェスタ賞受賞記念レース」にやってきた！！ | すごいいっぱいいる                                           |              |
| 2018年12月22日 | 1時間13分25秒 | こちうさ競馬部                                               | 加藤圭貴,釜野真希,西岡大輔,吉田拓郎                          |              |
| 2020年8月23日  |               | こちうさ競馬部夏競馬回配信                                   |                                                              |              |
| 2020年10月18日 | 0時間14分43秒 | 【番外編】レモンかけていい？？α【稽古場インタビュー】        | 加藤圭貴,釜野真希,白柳力 免出知之,柳戸瞳,板橋廉平,船越真美子 |              |
| 2020年12月6日  | 5時間56分0秒  | アイネ・クライネ・ノスタルジック出演者紹介                   | 岩田玲,酒井まりあ,笹井雄吾 須賀谷光槻,田久保柚香,長井健一    | 生放送は休止 |
| 2020年12月27日 | 7時間33分0秒  | アイネ・クライネ・ノスタルジック出演者紹介 第2弾             | 釜野真希,白柳力,免出知之 小林亜実,関洋甫,湯川健介            | 生放送は休止 |